# Топличане (Липљан)
Топличане  (алб. Topliçan) је насеље у општини Липљан, Косово и Метохија, Република Србија.

## Становништво
| Демографија | Демографија | Демографија |
| Година      | Становника  | Становника  |
| ----------- | ----------- | ----------- |
| 1948.       | 696         |             |
| 1953.       | 787         |             |
| 1961.       | 925         |             |
| 1971.       | 1.007       |             |
| 1981.       | 1.133       |             |
| 1991.       | 1.288       |             |